# Chancelade
Chancelade é uma comuna francesa na região administrativa da Nova Aquitânia, no departamento Dordonha. Estende-se por uma área de 16,24 km². Em 2010 a comuna tinha 4 337 habitantes (densidade: 267,1 hab./km²).